# Schönfeld (Meklemburgia-Pomorze Przednie)
Schönfeld – gmina w Niemczech,  w kraju związkowym Meklemburgia-Pomorze Przednie, w powiecie Mecklenburgische Seenplatte, wchodząca w skład  Związku Gmin Demmin-Land.
Dzielnice:
- Klenz
- Schönfeld
- Trittelwitz